# Qairat Äbussejitow
Qairat Quatuly Äbussejitow (kasachisch Қайрат Қуатұлы Әбусейітов, russisch Кайрат Хуатович Абусеитов, Kairat Chuatowitsch Abusseitow; * 20. Oktober 1955 in Alma-Ata) ist ein kasachischer Diplomat und seit Januar 2008 Botschafter Kasachstans im Vereinigten Königreich und zusätzlich seit Mai 2008 in Irland, Island und Schweden.
Er studierte an der kasachischen nationalen Al-Farabi-Universität in Almaty. Nach seinem Abschluss arbeitete er als Lehrer am staatlichen Pädagogischen Institut Semei und begann anschließend eine Aspirantur an der Moskauer Lomonossow-Universität. Von 1985 bis 1989 war Äbussejitow an der Al-Farabi-Universität als Hauptdozent beschäftigt und bis 1992 an der Almaty Higher Party School. Bis 1993 arbeitete er am Kasachischen Institut für Management, Wirtschaft und Prognostizierung in Almaty.
In den Jahren 1993 bis 1996 war er im Außenministerium der Republik Kasachstan angestellt, anschließend war er Berater in der kasachischen Botschaft in den Vereinigten Staaten. Von 1999 bis 2004 war er stellvertretender Außenminister Kasachstans, bevor er 2004 zum kasachischen Botschafter in der Schweiz wurde.
Seit dem 17. Januar 2008 ist Äbussejitow Botschafter im Vereinigten Königreich und zusätzlich in Irland, Island und Schweden.